# 格拉帕山

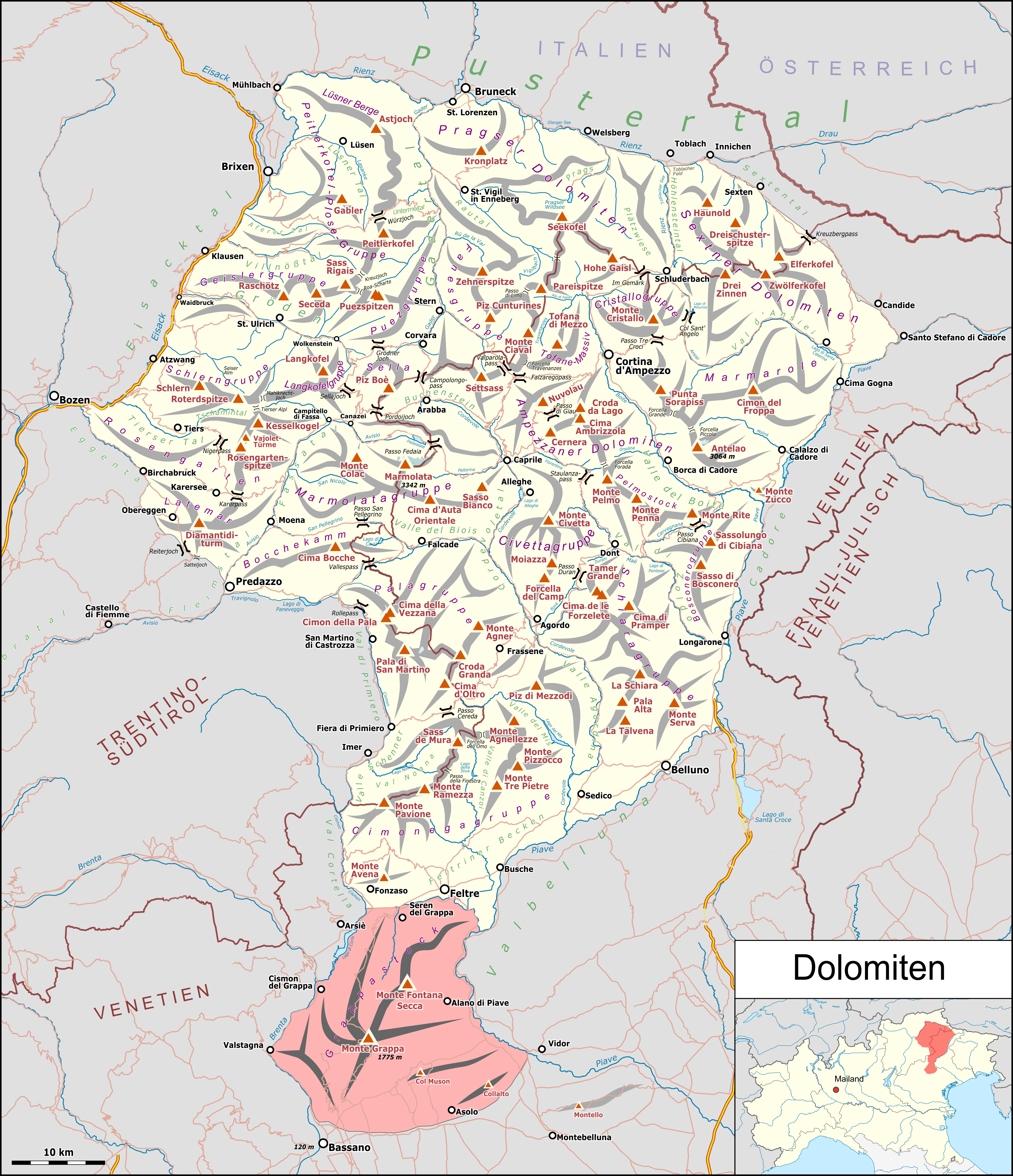

45°52′24″N 11°47′57″E / 45.873466°N 11.799173°E
格拉帕山（義大利語：Monte Grappa），是意大利的山峰，位於該國東北部，由威尼托大區負責管轄，屬於威尼斯前阿爾卑斯山脈的一部分，海拔高度1,775米，每年平均降雨量1,597毫米。